# Жамбилська ТЕС
Жамбилська ТЕС — теплова електростанція на півдні Казахстану. 
В 1967, 1968 та 1969 роках на майданчику ТЕС ввели в дію тр енергоблоки потужністю по 200 МВт, у кожному з яких встановили паровий котел виробництва Подільського котельного заводу типу ПК-47-3 (Пп-640/140) продуктивністю по 640 тон пари на годину, парову турбіну від Ленінградського металічного заводу типу К-200-130-1 та генератор харківського заводу «Електроважмаш».
Друга черга складалась із трьох блоків потужністю по 210 МВт, один з яких почав роботу в 1975-му, а два стали до ладу в 1976-му. Кожен з них отримав паровий котел виробництва Подільського котельного заводу типу ТГМЕ-206 (Е-640/140) продуктивністю по 670 тон пари на годину, парову турбіну від Ленінградського металічного заводу типу К-220-130-1 та генератор харківського заводу «Електроважмаш».
Станом на 2017 рік при номінальній потужності у 1230 МВт фактична становила 1092 МВт.
Як паливо ТЕС споживає газ, що надходить до регіону по трубопроводу Бухарський газоносний регіон – Ташкент – Бішкек – Алмати.
Для видалення продуктів згоряння звели два димаря заввишки по 180 метрів.
Вода для технологічних потреб надходить з річки Талас, для чого останню перекрили греблею, що спрямовує воду до каналу ТЕС.
Видача електроенергії відбувається по ЛЕП, що працюють під напругою 110 кВ та 220 кВ.